# Merikarvia
Merikarvia (Zweeds: Sastmola) is een gemeente in de Finse provincie West-Finland en in de Finse regio Satakunta. De gemeente heeft een landoppervlakte van 446,16 km² en telt 2.967 inwoners (2022).